# Pleine-Fougères
Pleine-Fougères (bretonisch: Planfili; Gallo: Plleune foujërr) ist eine französische Gemeinde mit 1.978 Einwohnern (Stand: 1. Januar 2022) im Département Ille-et-Vilaine in der Region Bretagne. Sie gehört zum Arrondissement Saint-Malo und zum Kanton Dol-de-Bretagne. Die Einwohner werden Pleine-Fougerais genannt.

## Geografie
Die Gemeinde Pleine-Fougères liegt etwa zehn Kilometer südlich der Küste des Ärmelkanals an der Grenze zum Département Manche. Der Fluss Couesnon bildet die Ostgrenze, der Fluss Guyoult die Westgrenze der Gemeinde Pleine-Fougères. Umgeben wird sie von den Nachbargemeinden Sains im Nordwesten und Norden, Saint-Georges-de-Gréhaigne im Norden und Nordosten, Pontorson im Osten, Sougeal im Südosten und Süden, Vieux-Viel im Süden, Trans-la-Forêt im Süden und Südwesten sowie La Boussac im Westen.

## Bevölkerungsentwicklung
| Jahr                       | 1962 | 1968 | 1975 | 1982 | 1990 | 1999 | 2006 | 2012 | 2020 |
| Einwohner                  | 2044 | 2036 | 1878 | 1769 | 1802 | 1737 | 1791 | 1966 | 1971 |
| Quellen: Cassini und INSEE |      |      |      |      |      |      |      |      |      |

## Sehenswürdigkeiten

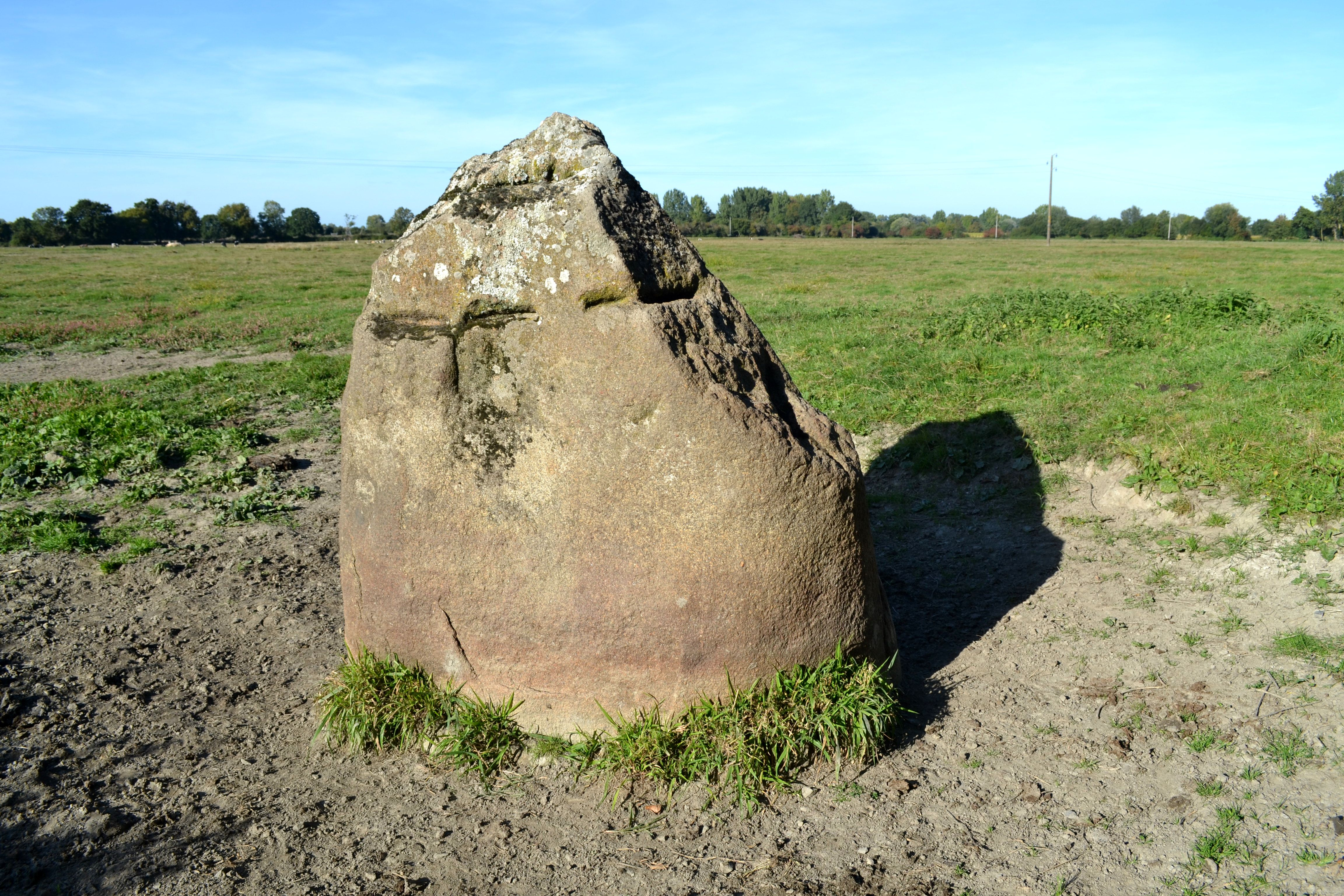
Menhir Roche Buquet
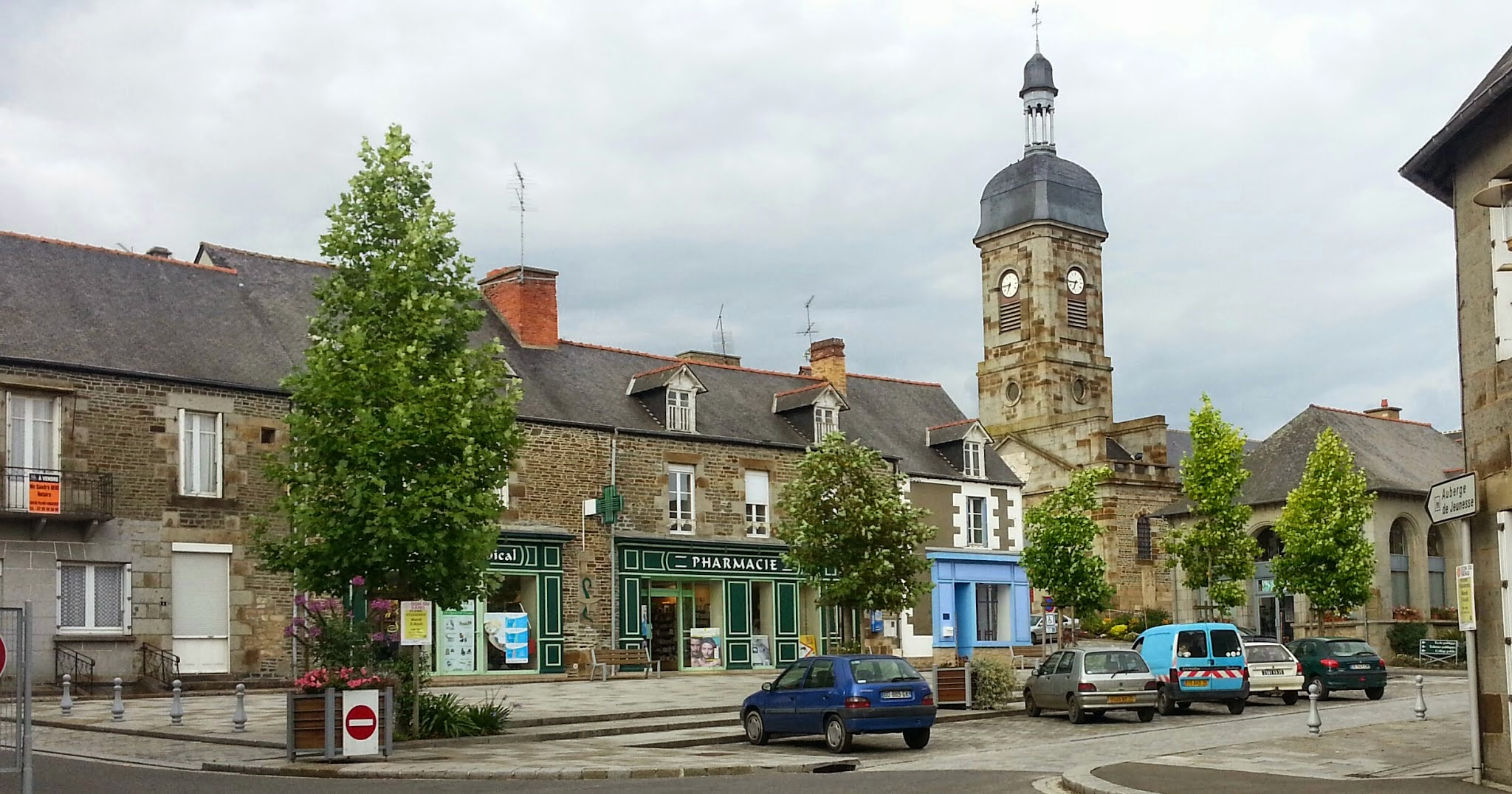
Kirche Saint-Martin-de-Tours, 1826 bis 1849 erbaut
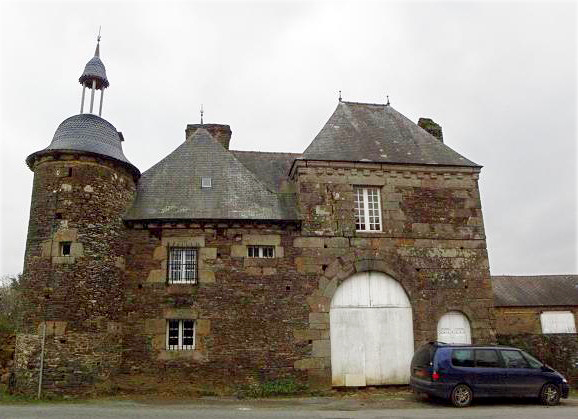
Schloss Chauffaux
- Altes Siechenhaus

- Menhir Roche Buquet
- Kirche Saint-Martin
- Schloss Chauffaux

## Gemeindepartnerschaften
Mit der spanischen Gemeinden Huerta de Rey in der Provinz Burgos (Kastilien-León) und mit der polnischen Gemeinde Stęszew in der Wojewodschaft Großpolen bestehen Partnerschaften.